# Wardenburg
Wardenburg is een gemeente in de Duitse deelstaat Nedersaksen. De gemeente maakt deel uit van het Landkreis Oldenburg.
Wardenburg telde ten tijde van de meest recente statistiek 16.197 inwoners.

## Indeling van de gemeente
Tot de gemeente Wardenburg behoren de volgende dorpen en gehuchten:
- Achternholt: 296 inw.; 3 km. ten W (westen) van Wardenburg
- Achternmeer:  1.181 inw.; direct ten zuiden van het Küstenkanaal; ca. 8 km ten NW van Wardenburg; er is een recreatieplas voor lokaal zwemvermaak
- Astrup: 251 inw.;  4 km ten ZO van Wardenburg; aan weerszijden van de A29; aan de Hunte; in bosrijk gebied
- Benthullen: 579 inw.; in 1934 gestichte veenkolonie, 8 km ten W van Wardenburg
- Charlottendorf Ost; 303 inw.; 7 km ten Z van Wardenburg
- Charlottendorf West, gesticht in 1910; 234 inw.; veenkolonie; 8 km ten ZZW van Wardenburg
- Harbern I, gesticht in 1935, en Harbern II, gesticht in 1948; samen 492 inw.; veenkoloniën; 5–8 km ten W van Wardenburg
- Höven; 161 inw.; in de late 17e en 18e eeuw was hier een adellijk goed, bewoond door leden van het adellijke geslacht Dorgelo; aan de zuidkant van Astrup
- Hundsmühlen; 3.190 inw.; 4 km ten N van Wardenburg, bij de monding van de Lethe in de Hunte;
- Klein Bümmerstede; 95 inw.; bij de Tillysee, 2 km NO van Wardenburg
- Littel; 466 inw.; 5 km ten ZW van Wardenburg; fraai aan de Lethe gelegen in bosrijke omgeving
- Oberlethe; 532 inw.; in feite een zuidwestelijk buitenwijkje van Wardenburg;
- Südmoslesfehn; 1.121 inw.; langgerekte veenkolonie langs het Küstenkanaal; Nordmoslesfehn ligt aan de overkant in de gemeente Edewecht
- Tungeln; 1.496 inw.; direct ten zuiden van Hundsmühlen
- Wardenburg, zetel van het gemeentebestuur; 6.050 inw.
- Westerburg; 233 inw.; 4 km ten ZO van Wardenburg
- Westerholt; 428 inw.; 2 km ten NW van Wardenburg

Van de totale bevolking van de gemeente Wardenburg (bron: website gemeente Wardenburg; bevolkingscijfers inclusief tweede-woningbezitters; peildatum: 29 april 2019) van in totaal 17.108 personen waren 8.633 mensen evangelisch-luthers en 1.850 rooms-katholiek. Achtentwintig personen behoorden tot een andere geloofsgemeenschap. Van de overige 6.597 personen is de godsdienst niet bekend, of zij waren atheïst.

## Ligging, verkeer, vervoer
De gemeente ligt dicht tegen de zuidrand van de stad Oldenburg en aan de westoever van de Hunte. Het zuiden van de gemeente behoort tot het Naturpark Wildeshausener Geest. Het westelijk deel is hoogveengebied; veel van de daar liggende dorpjes zijn veenkoloniën.

### Belangrijkste buurgemeentes
- In het noorden: Oldenburg, met name de zuidelijke wijken Kreyenbrück, Bümmerstede en Krusenbusch van deze stad.
- In het oosten: Hatten
- In het zuiden: Großenkneten
- In het zuidwesten: Garrel

### Wegvervoer
De noord-zuid lopende Autobahn A29 van Wilhelmshaven naar Dreieck Ahlhorner Heide doorsnijdt de gemeente; afrit 18 komt uit op een binnenweg, die na 3 km in noordwestelijke richting in Wardenburg uitkomt; de andere kant op bereikt men na ca. 26 kilometer Wildeshausen. 
Langs de noordgrens van de gemeente loopt parallel aan het Küstenkanaal de Bundesstraße 401 oostwaarts naar Oldenburg en westwaarts naar Friesoythe.

### Openbaar vervoer
De gemeente ligt niet nabij een spoorlijn. Het dichtstbijzijnde station is Sandkrug, gemeente Hatten, 6 km ten oosten van Wardenburg. Wardenburg is door, ook in de weekeinden rijdende, buslijnen met de stad Oldenburg verbonden. Zo rijdt een van de stadsbuslijnen van Oldenburg naar Hundsmühlen en Tungeln v.v.. Incidenteel rijden er bussen naar de spoorweghalte in Sandkrug.

### Waterwegen
Wardenburg-dorp ligt aan de Lethe, een zijriviertje van de Hunte. De gemeente grenst in het oosten aan deze rivier. Bij Hundsmühlen, ca. 4 km ten noorden van Wardenburg, vloeien deze wateren samen. Het Küstenkanaal vormt een deel van de noordgrens.

## Economie
De landbouw is de belangrijkste economische factor in de gemeente. Er staat te Wardenburg een kleine fabriek van de Zweedse firma Dynapac. Er worden asfalteermachines voor de wegenbouw gemaakt. Met name nabij  de afrit van de A29 liggen nog enige bedrijventerreinen met vooral van lokaal belang zijnd midden- en kleinbedrijf.
De ligging nabij het Naturpark Wildeshausener Geest heeft ook enig toerisme doen ontstaan. Met name de beide dorpen Wardenburg en Hundsmühlen zijn na 1990 uitgebreid met woningen voor forensen, die een werkkring hebben in Oldenburg.

## Geschiedenis
In de gemeente, met name in het meest zuidoostelijke gedeelte, aan de Hunte, hebben, blijkens archeologische vondsten, in de Jonge Steentijd reeds mensen gewoond.
Het dorpje Westerburg is wellicht het oudste plaatsje van de gemeente. Reeds rond het jaar 800 werd in het toenmalige Westonstede  door de abt Gerbert Castus uit Visbek een missiekerkje gebouwd, dat rond 890 door Vikingen werd verwoest. Vanuit Westerburg waren toen al andere kerkjes gesticht. In 1342 stichtte de graaf van Oldenburg kasteel Westerburg, waar het dorpje zijn naam aan ontleende. De burcht ging in 1474 door onbekende oorzaak verloren.
In of voor het jaar 1268 werd de eerste kerk te Wardenburg gebouwd. Het dorp werd een bedevaartsoord; een beeld met Maria en de Drie Koningen zou wonderdadige eigenschappen hebben. De Reformatie drong echter al voor 1540 in de streek door en maakte een eind aan de bedevaarten. Het vermeend wonderdadige beeld bleef in het altaar van de kerk achter en is vermoedelijk pas in 1793, toen dat altaar door een nieuw exemplaar vervangen werd, verloren gegaan. 
Het dorp Hundsmühlen ontstond, evenals Tungeln (Tunglo) rondom een in 1310 reeds in een document vermelde, en in de 18e eeuw verloren gegane watermolen op de Lethe.
In het jaar 1538 werd Wardenburg getroffen door oorlogshandelingen tussen het Graafschap Oldenburg en het Prinsbisdom Münster. Daarbij werd de bedevaartkerk verwoest.  In 1578 werd er een kleinere, evangelisch-lutherse kerk voor in de plaats gebouwd.

### Dertigjarige Oorlog (1618-1648)
Aan de voet van de Tillyheuvel staat op een informatiepaneel het volgende te lezen:
- An der Anhöhe lagerte vom 2. bis zum 23. September 1623 das Heer des kaiserlichen Generals Johann t Serdaes Graf von Tilly (1559 - 1632). Mit 25.000 Soldaten befand Tilly sich auf der Verfolgung des gegnerischen Generals Ernst von Mansfeld, der in Ostfriesland Stellung bezogen hatte. Durch geschickte Verhandlungen und reiche Geschenke erreichte Graf Anton Günther von Oldenburg den kampflosen Abzug von Tillys Truppen. Die Wardenburger Bevölkerung aber hatte drei Wochen unter Plünderungen und Beschlagnahmen zu leiden.
- In het Nederlands vertaald luidt dit:
- Op dit heuveltje was van 2-23 september 1623 het legerkamp van de keizerlijke generaal Johan t'Serclaes van Tilly (1559 - 1632). Met 25.000 soldaten was Tilly in achtervolging op zijn vijand, generaal Ernst von Mansfeld, die in Oost-Friesland posities had ingenomen. Door middel van slimme onderhandelingen en rijke geschenken bereikte graaf Anton Günther von Oldenburg, dat Tillys troepen zich zonder strijd te leveren terugtrokken. De bevolking van Wardenburg echter had drie weken lang te lijden van plunderingen en inbeslagname van bezittingen.

### 1648-1870
Na de Dertigjarige Oorlog kwam het gebied aan het Graafschap Delmenhorst en daarna aan het  Graafschap, later Hertogdom Oldenburg.
De gemeente lag gedurende de late 17e en vroege 18e eeuw de facto enige tijd in Denemarken, omdat het Graafschap Oldenburg van 1676 tot 1711 door de koning van dat land bestuurd werd. Een van de landvoogden van de Deense koning, Traugott Schreber, heeft in die tijd van enige dorpen in de streek plattegrondjes getekend, die voor de plaatselijke geschiedenis zeer interessant zijn. Op de plattegrondjes staan namelijk ook de namen van de bewoners der diverse boerderijen van het dorp vermeld. Vanaf 1711 lag de gemeente 20 jaar lang in het Keurvorstendom Hannover, daarna weer tot 1810  in het Hertogdom Oldenburg.

### 1870-heden
Na 1870 begon men in deze streek met de winning van turf uit de hoogvenen. Het achterblijvende terrein werd in akkerland omgezet. Na de Tweede Wereldoorlog werden in Wardenburg-dorp en Hundsmühlen woonwijken bijgebouwd ter huisvesting van Heimatvertriebene. In de periode na 1980 werden met name deze beide dorpen verder uitgebreid met woningen voor forensen, die een werkkring hebben in Oldenburg.
Van 1846-1966 was in Westerholt een steenfabriek in bedrijf; de grond hier bestond uit een mengsel van leem en klei, wat een zeer goede kwaliteit bakstenen opleverde. In 1990 werd de vervallen steenfabriek tot industrieel erfgoed verklaard en als museum ingericht.
Volgens sommigen in 1944, volgens anderen in 1948 werd in Benthüllen een meteoriet gevonden. De steen wordt bewaard in het Landesmuseum Natur und Mensch Oldenburg. Het is een  4,56 miljard jaar oude chondriet  van de klasse O-, onderklasse L 6 van 17,25 kg gewicht, de zwaarste meteoriet, die ooit in Duitsland gevonden is. Waarschijnlijk is de meteoriet afkomstig van (433) Eros.

## Bezienswaardigheden en recreatie
- De belangrijkste bezienswaardigheid van Wardenburg is de evangelisch-lutherse Mariakerk aldaar, met de daarachter staande, vrijstaande klokkentoren, die voor 3/4 van steen en voor het bovenste kwart van hout is gebouwd. De klokkentoren is ook afgebeeld in het dorpswapen. De kerk is gebouwd in 1578. Het orgel dateert van 1737 en werd gemaakt door de bekende orgelbouwer Johann Dietrich Busch uit Itzehoe.
- Waterrecreatiemogelijkheden op de Hunte, o.a. kanoën
- Zie onder: Wildeshausener Geest voor recreatiemogelijkheden en natuurschoon in de omgeving. Dichtbij de gemeentegrens, juist aan de overkant van de Hunte, ligt de beboste heuvelrug Osenberge.
- Museum-steenfabriek te Westerholt, zie website: www.ziegeleimuseum-westerholt.de
- Het gebied rond  het Tillymeer (Tillysee) en de Tillyheuvel is geliefd bij recreanten. Er is ook een wandelbos in de directe omgeving. Het 11 ha grote, 300 x 500 m metende meer ontstond door zandafgravingen. Het meer zal niet snel leeglopen: de bodem ligt op 3 meter boven zeeniveau. De Hunte stroomt daar 6 meter boven zeeniveau zeer dichtbij. Af en toe is er kwelwatercontact tussen beide wateren. Officieel is het meer voor de helft natuurreservaat, en voor de andere helft gereserveerd voor de plaatselijke hengelclub, en is zwemmen er verboden. Er is bij de plas geen toilet, en er staan geen afvalbakken. In de praktijk werd tientallen jaren lang aan dit verbod niet de hand gehouden. Vooral mensen uit Kreyenbrück en andere volkswijken van de stad Oldenburg, onder wie talrijke jongeren, kwamen er dikwijls recreëren, wat, tot leedwezen van de natuurbeschermers, met de nodige overlast gepaard ging (harde muziek, zwerfvuil). Na 2014 is de controle verscherpt en is de overlast duidelijk minder geworden.
- Hier en daar zijn in de westelijke veengebieden van de gemeente natuurreservaten in ontwikkeling, met name rondom Südmoslesfehn.
- Kleine streekmusea: Rauchhaus Wille, Achternmeer en Moor- und Bauernmuseum Benthullen
- Watermolen op de Lette, te Wardenburg: trouwlocatie; restaurant.

## Afbeeldingen

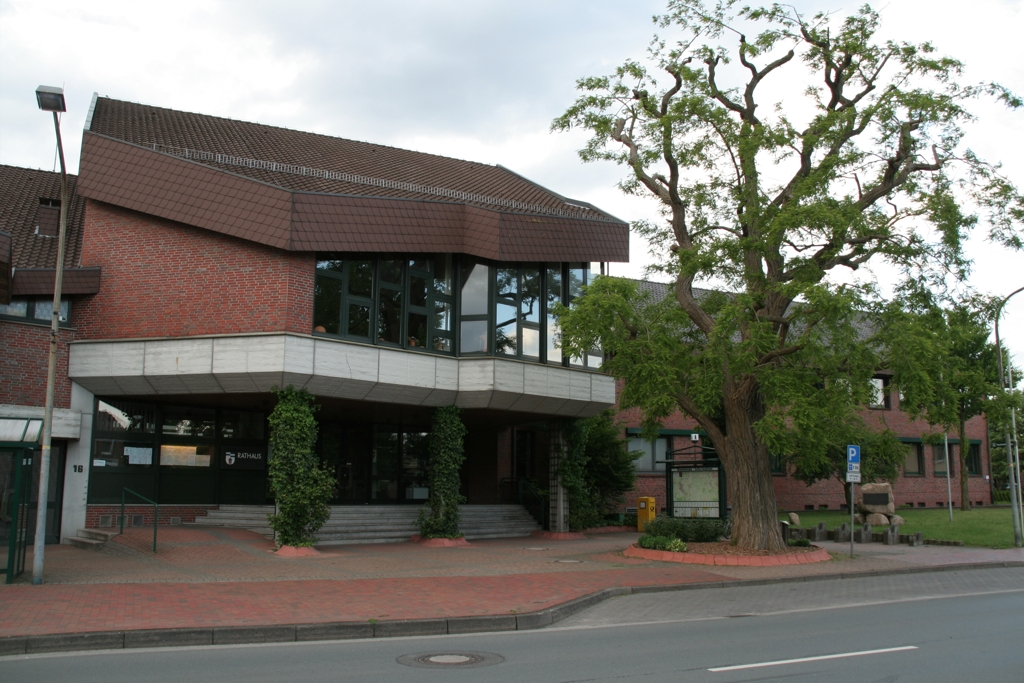
Gemeentehuis
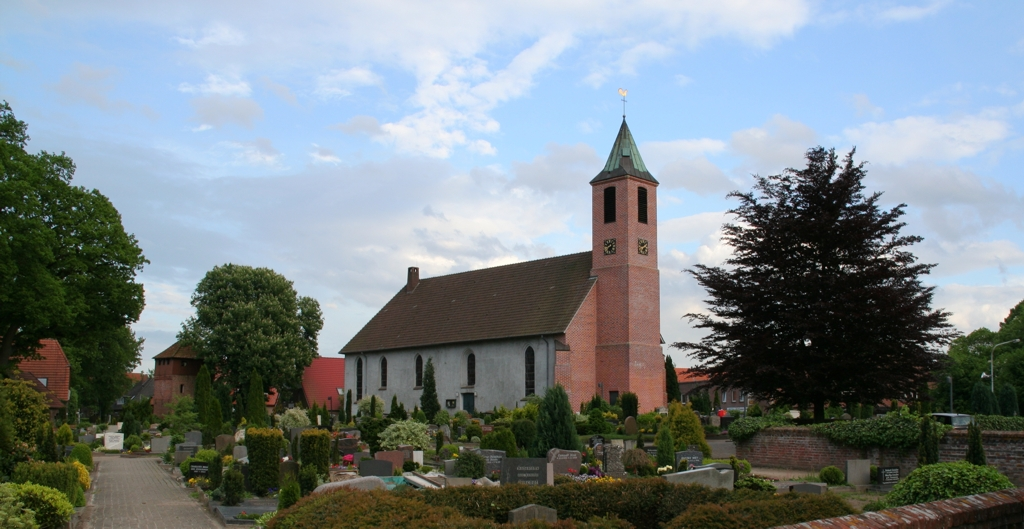
Wardenburg, ev.-luth. Mariakerk. Links op de achtergrond de klokkentoren.
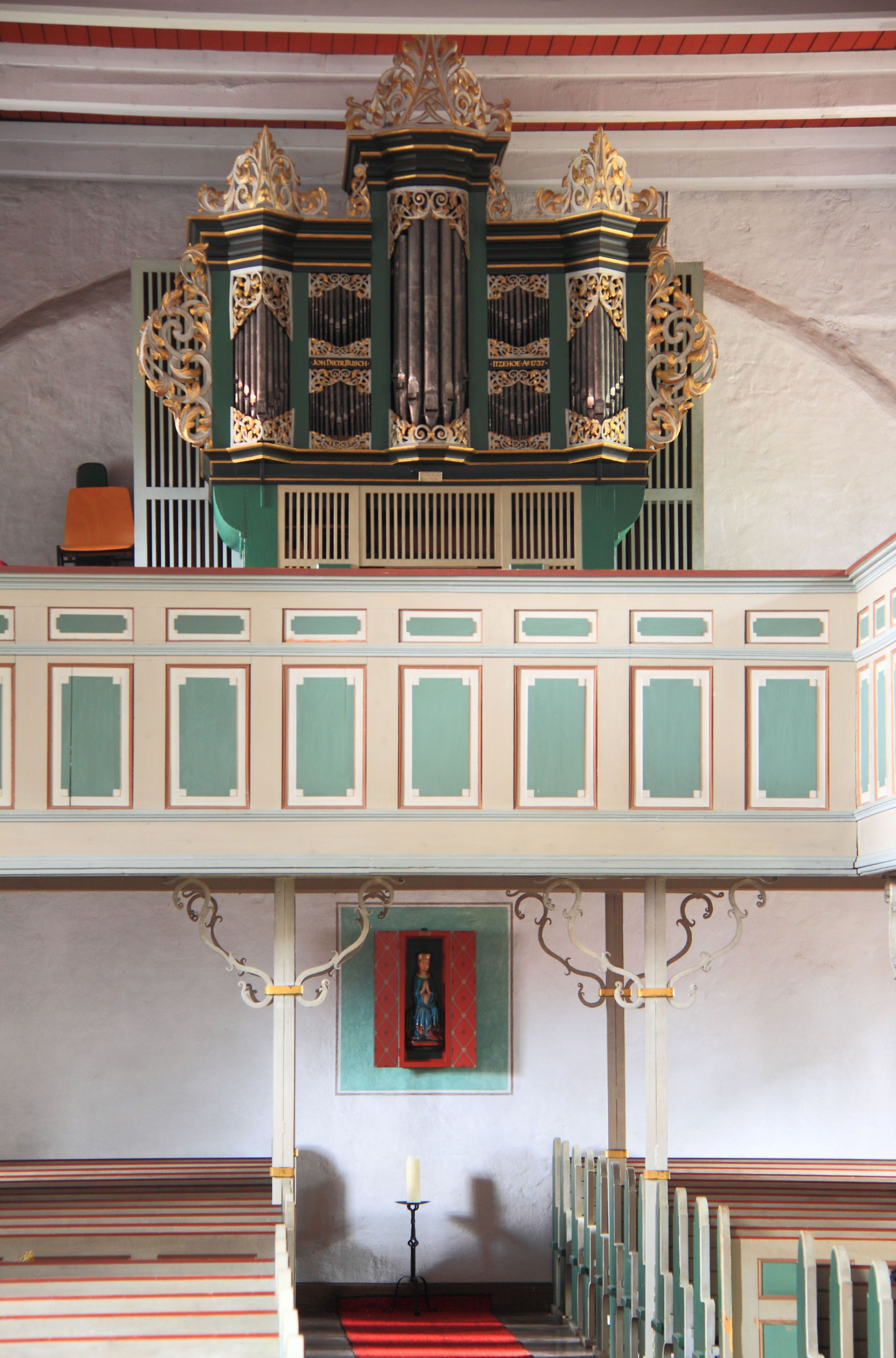
Het orgel in deze kerk
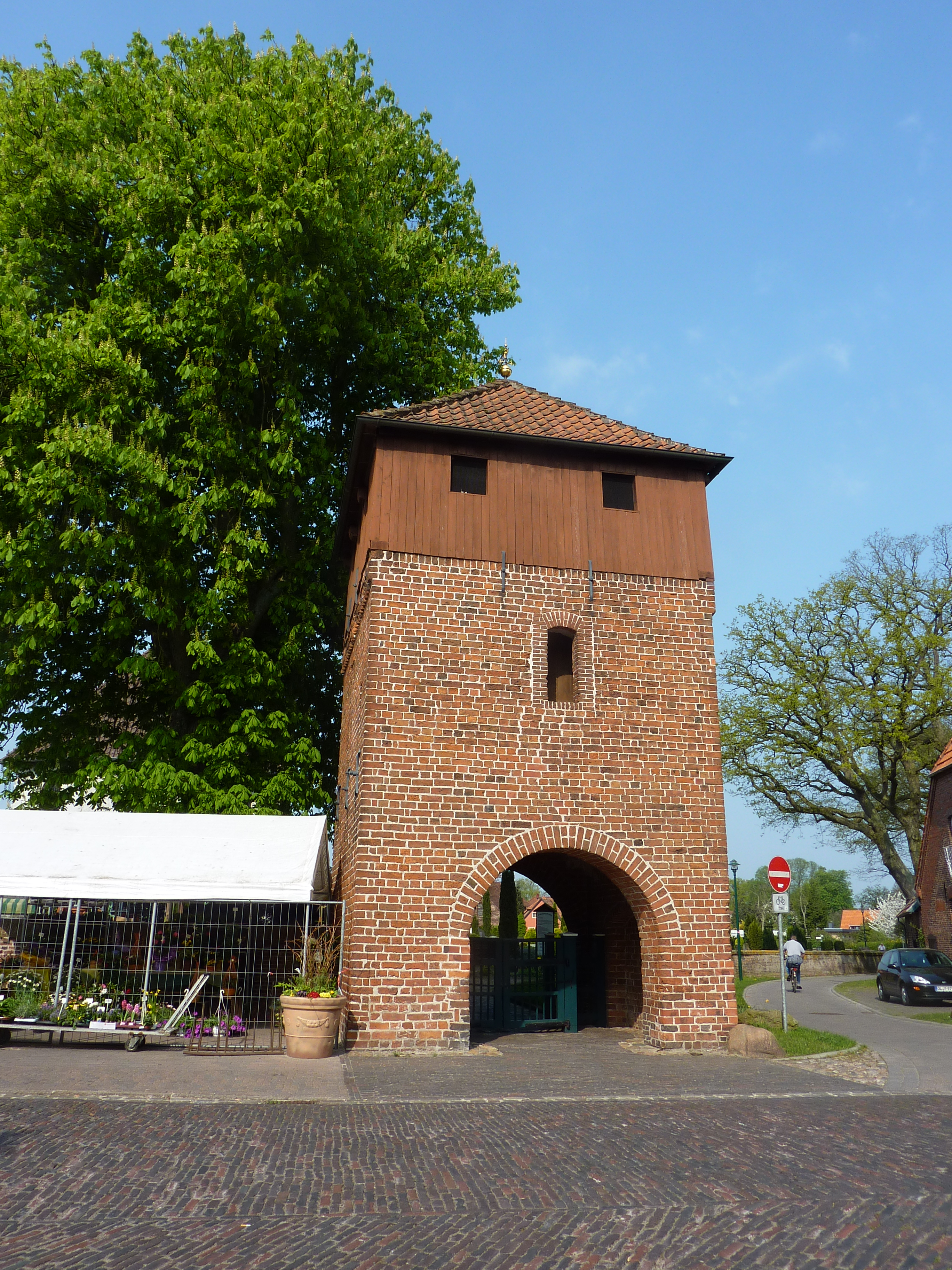
Wardenburg, klokkentoren
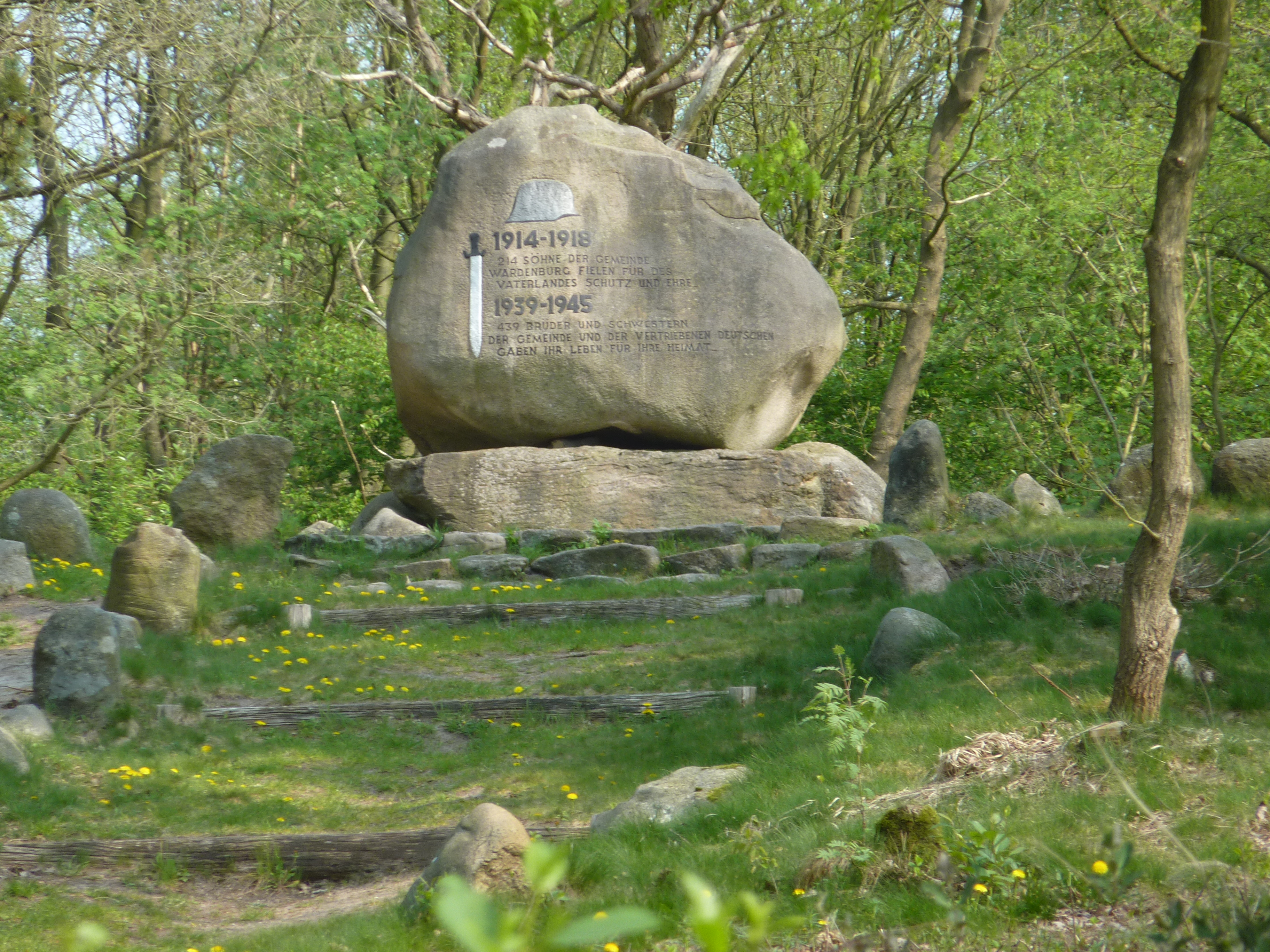
Oorlogsmonument op de Tillyheuvel
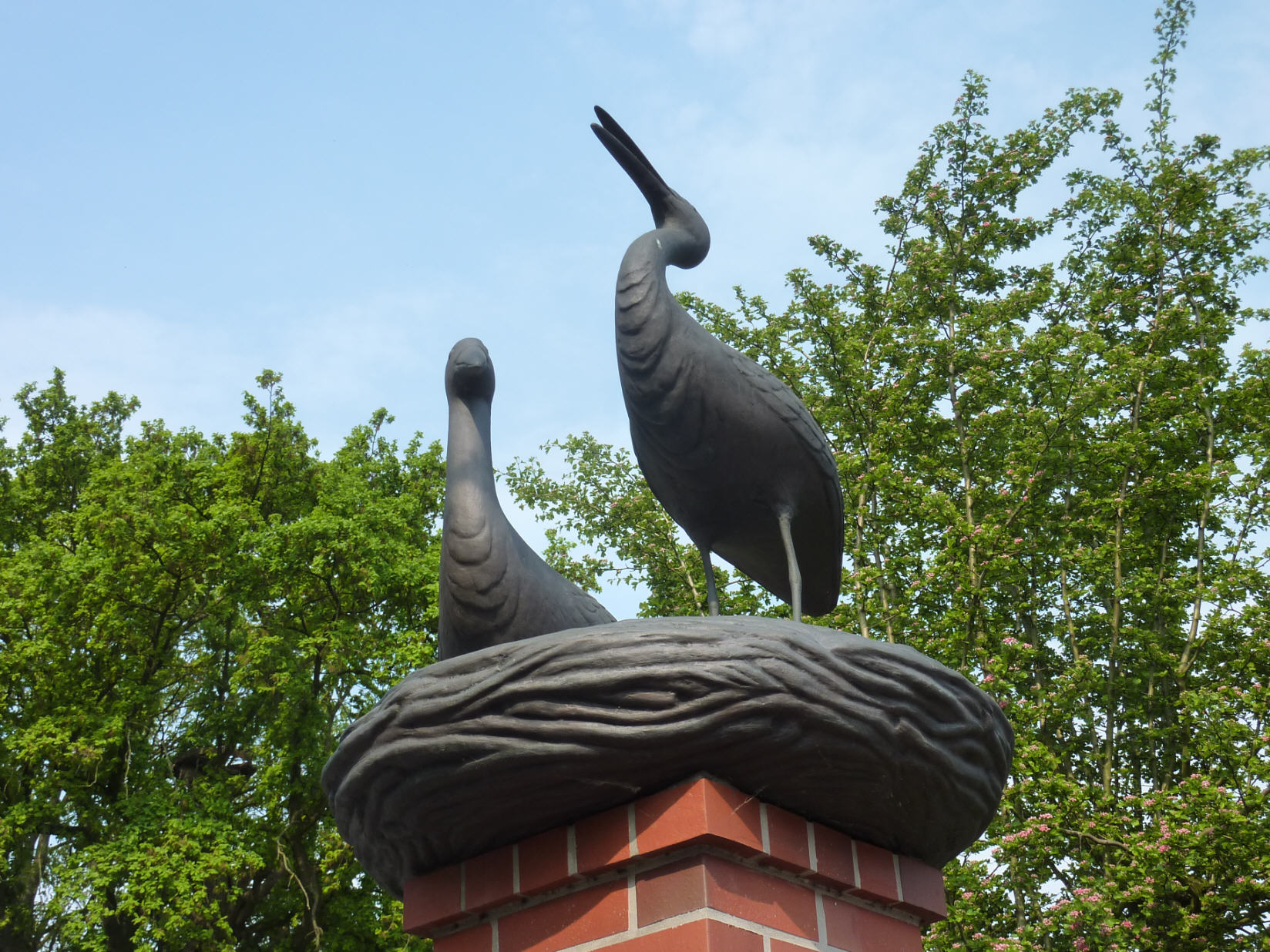
Kunstwerk Wardenburger Ooievaars
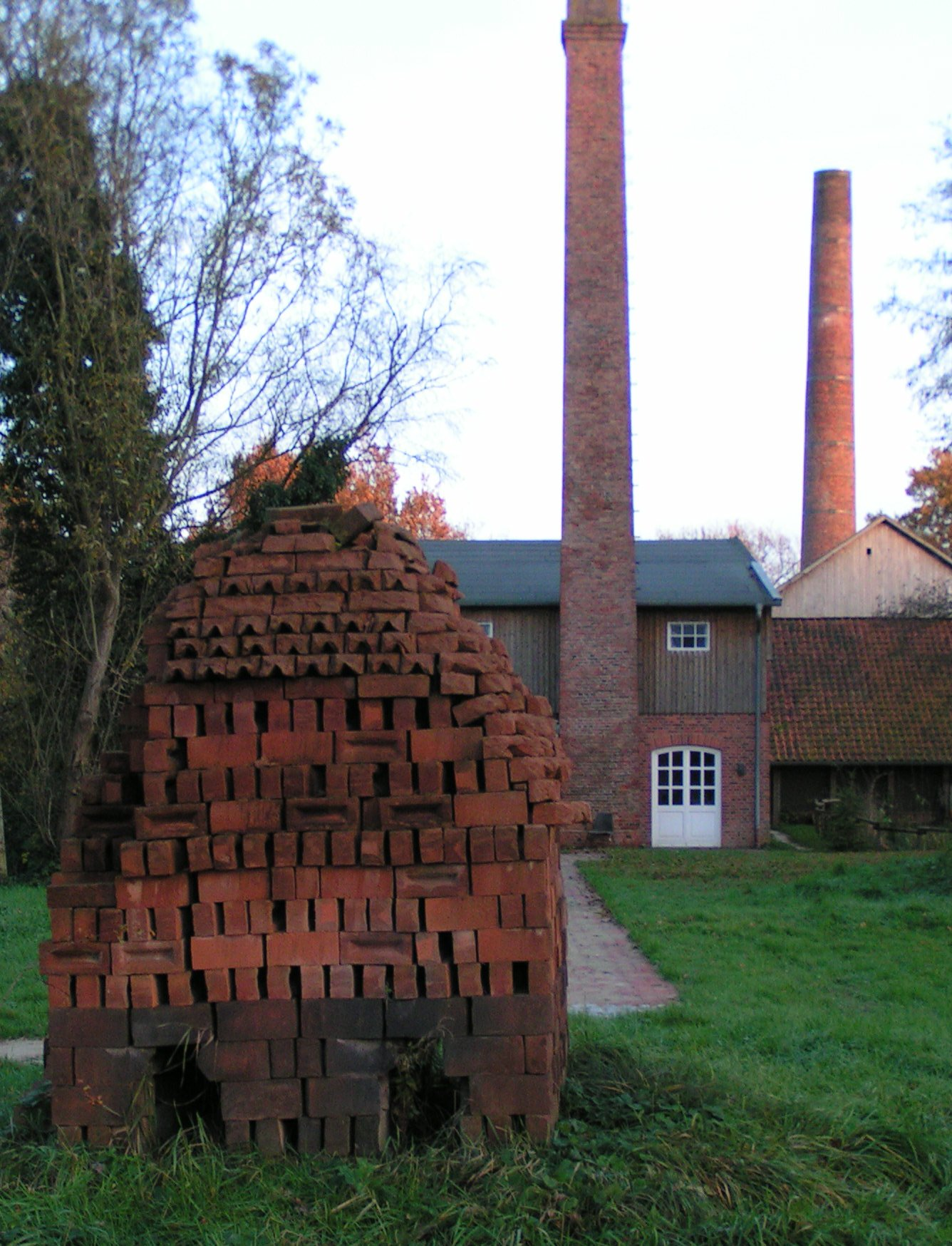
Museum-steenfabriek (Ziegeleimuseum) Westerholt
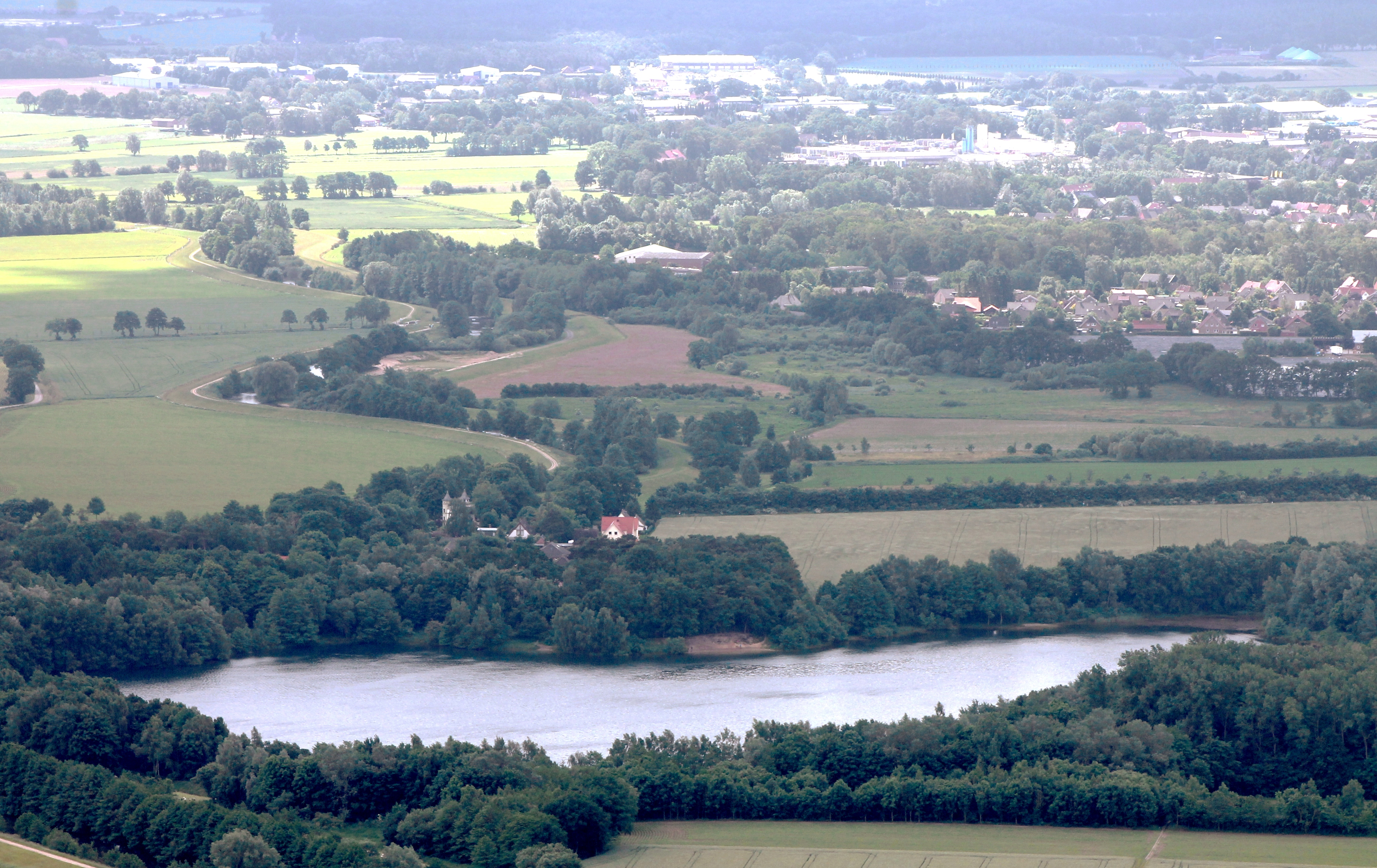
Luchtfoto Tillysee vanaf de Hunte richting Wardenburg
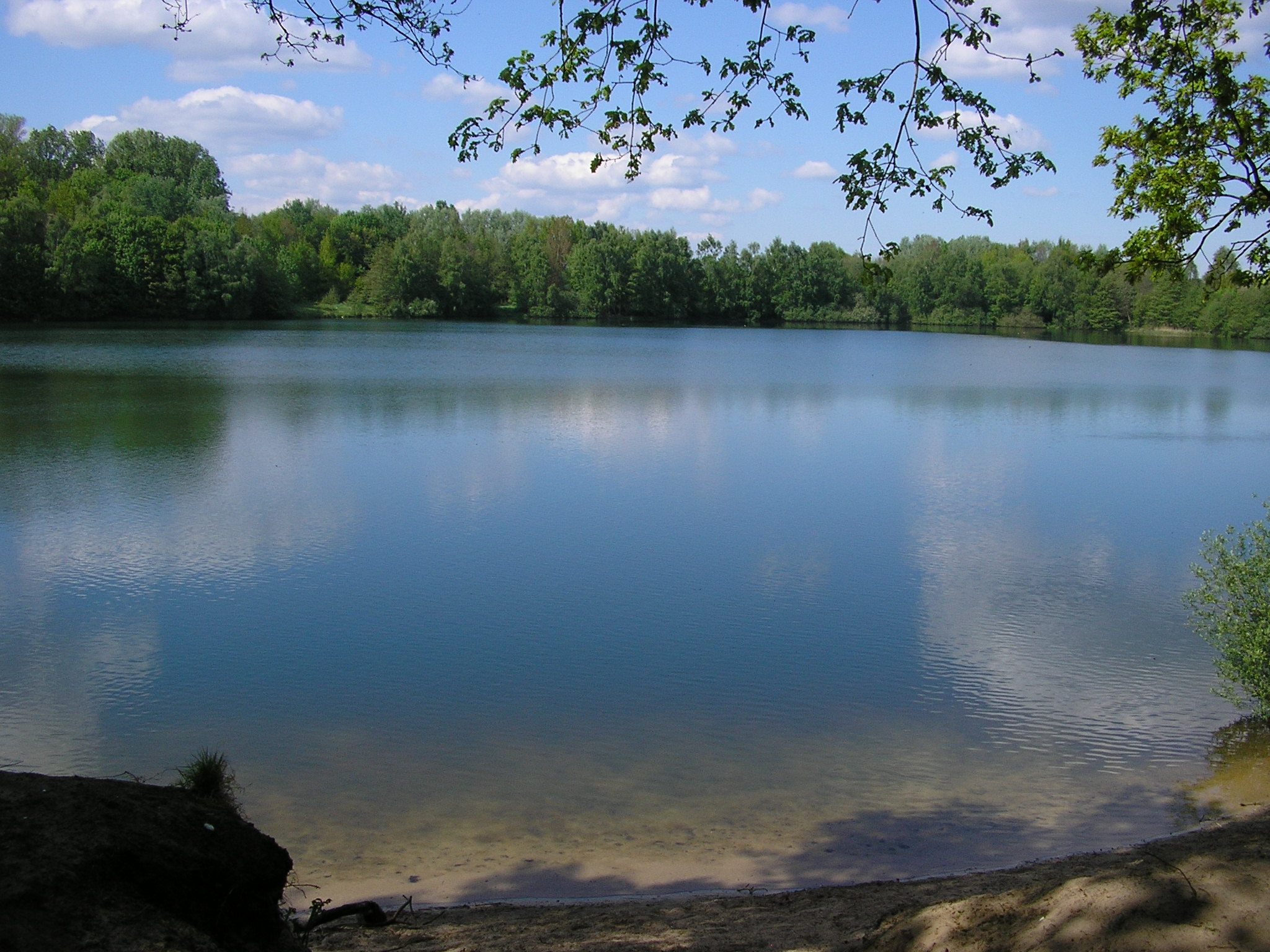
De Tillysee
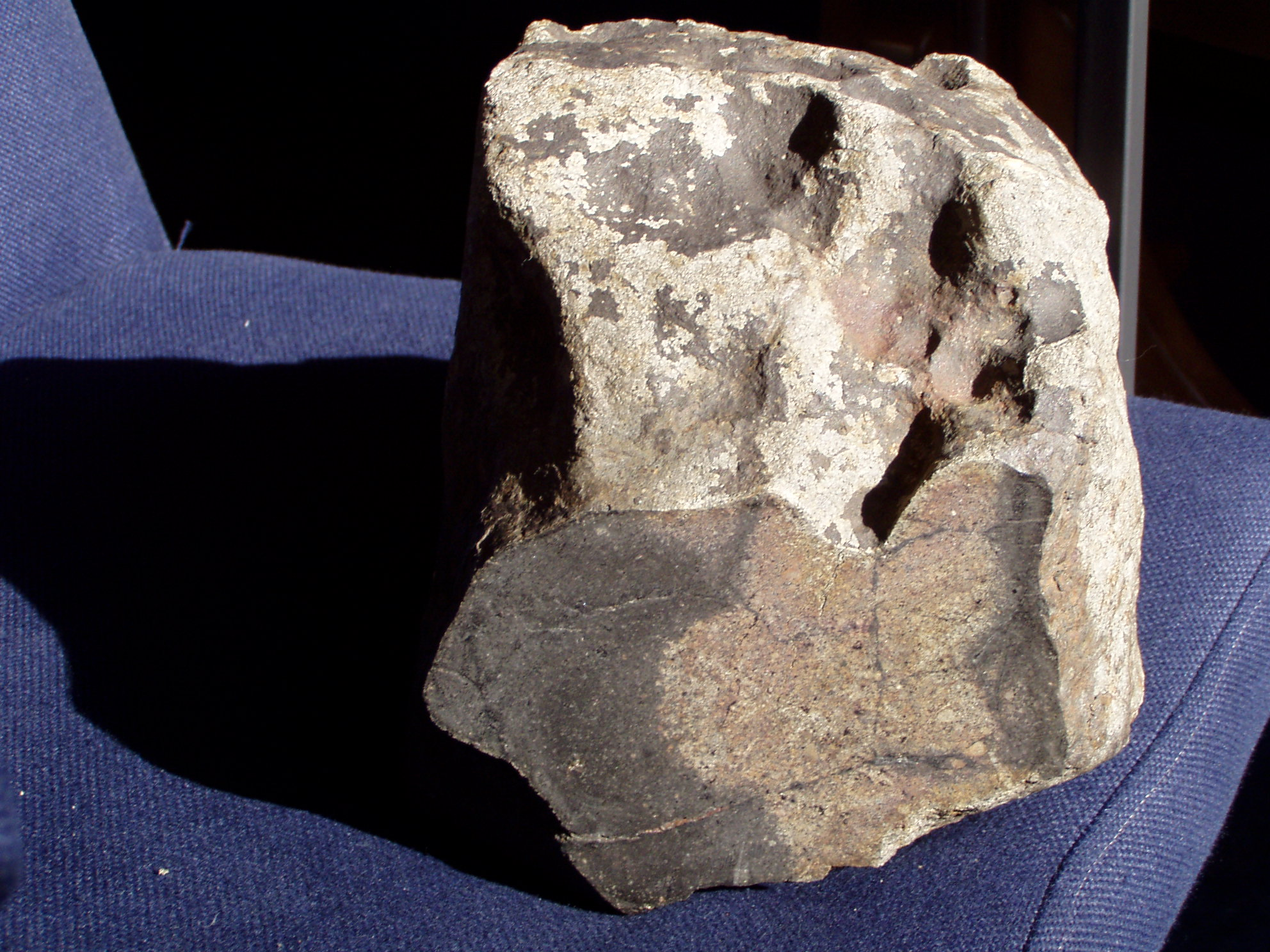
De meteoriet van Benthüllen
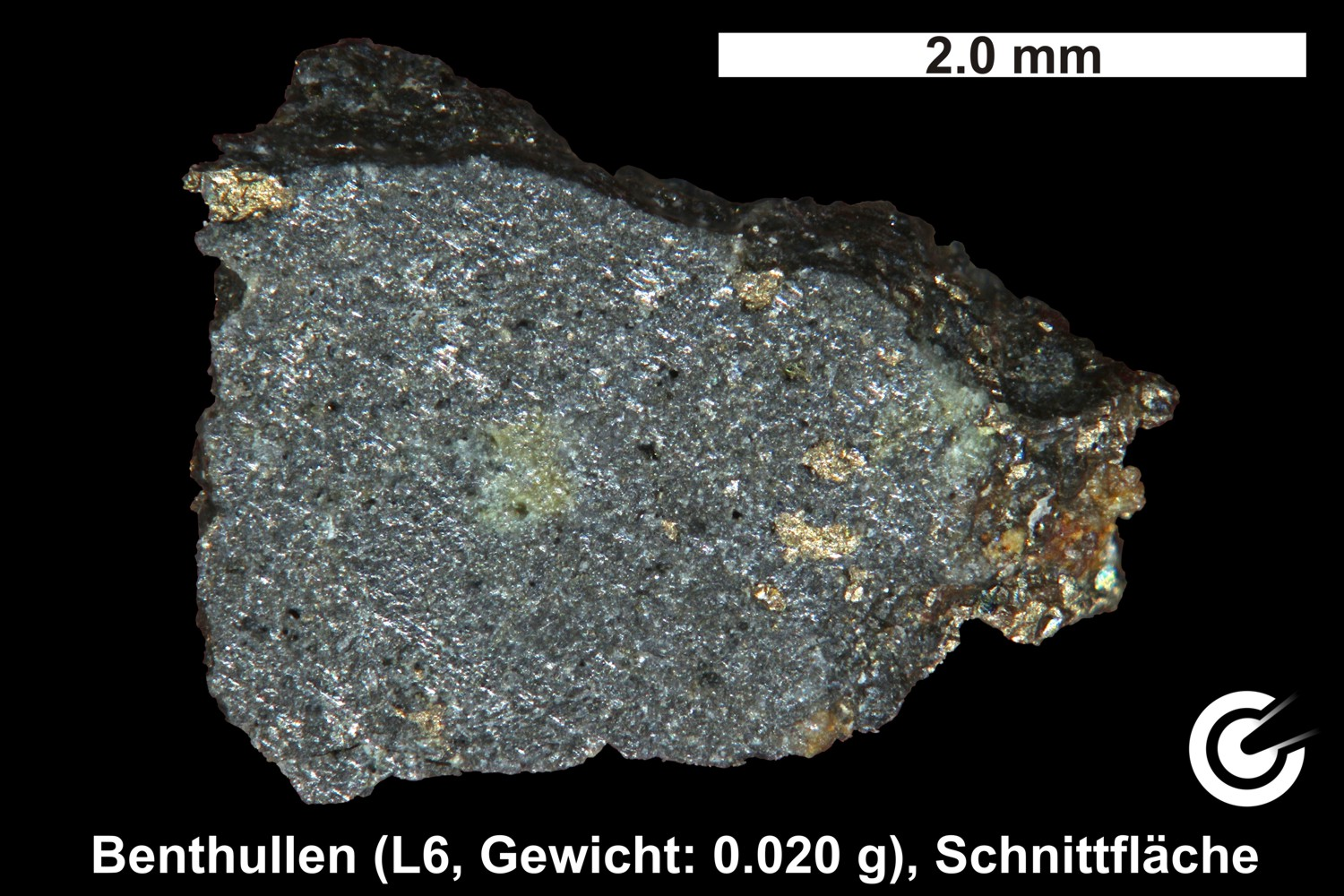
Detail van deze meteoriet
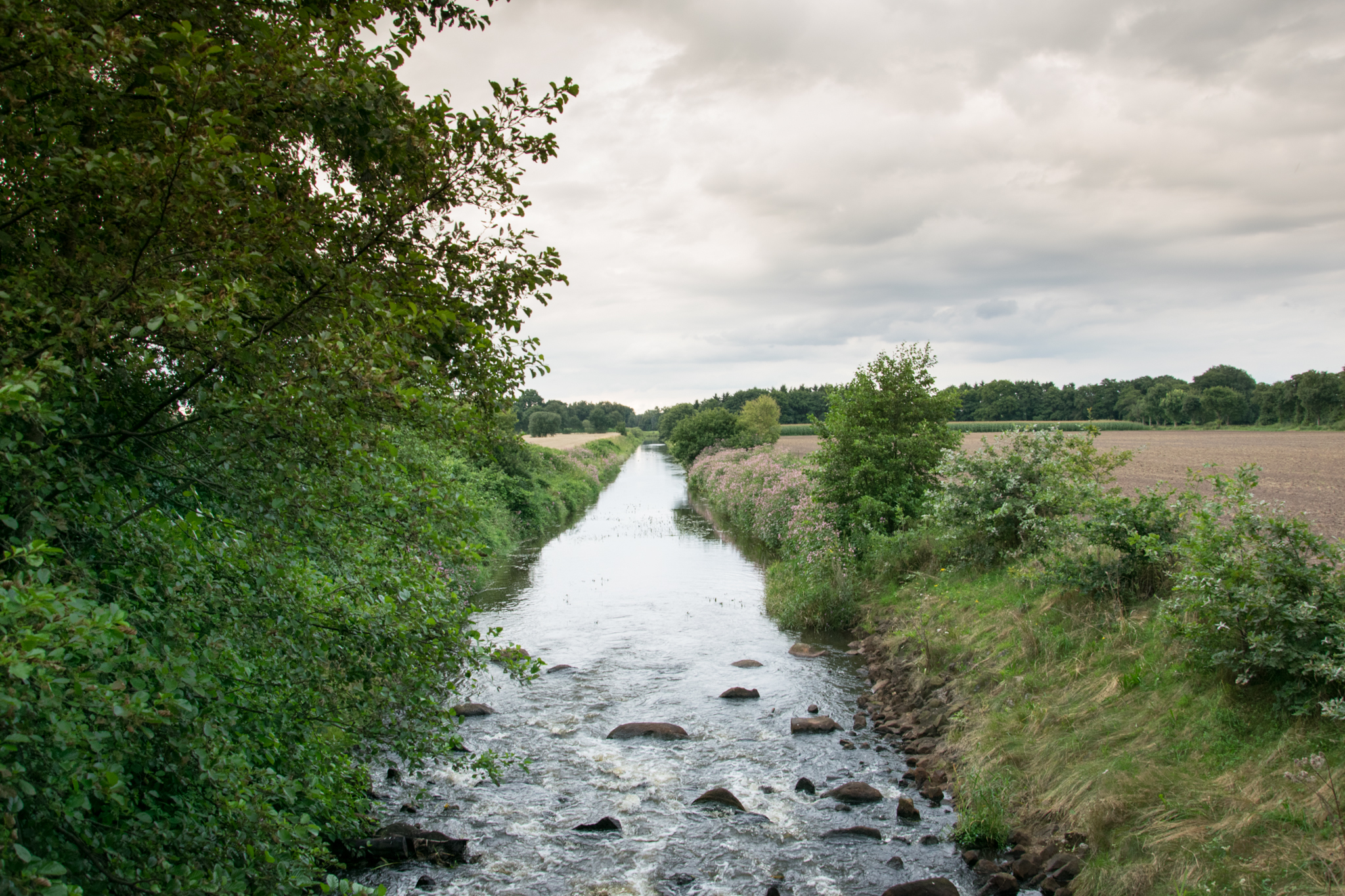
De Lethe bij Tungeln
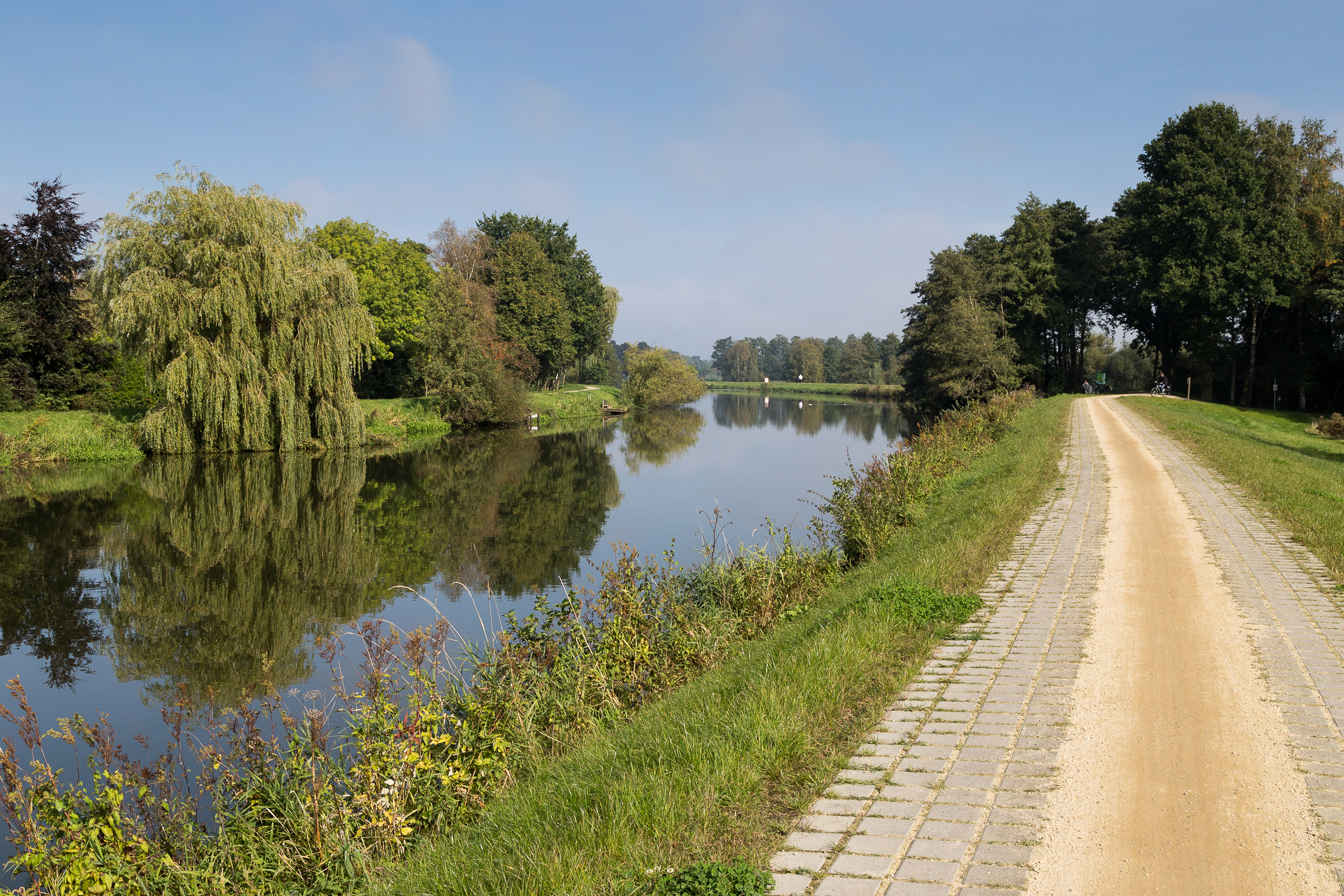
De Hunte bij Hundsmühlen
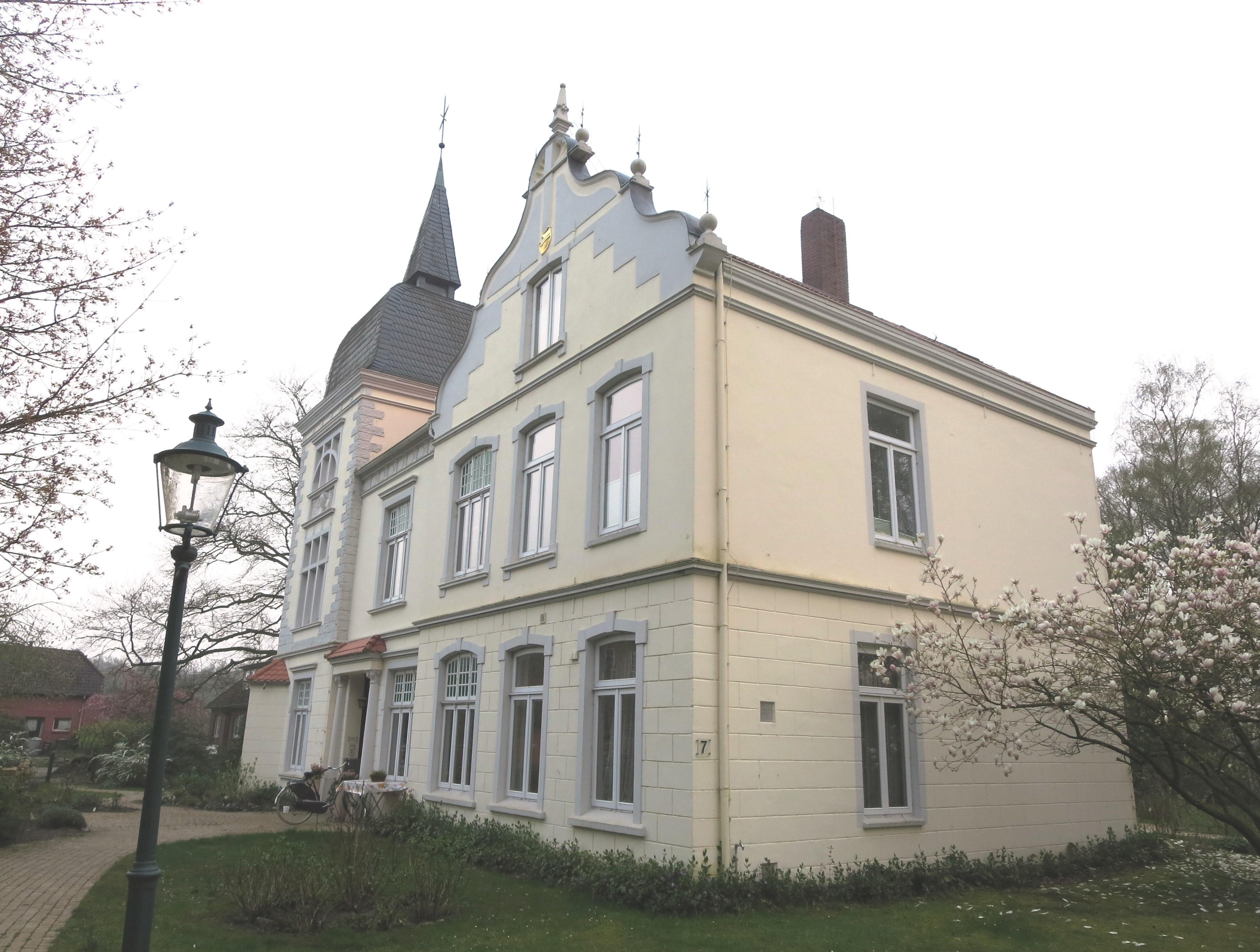
Hundsmühlen, voormalige havezate
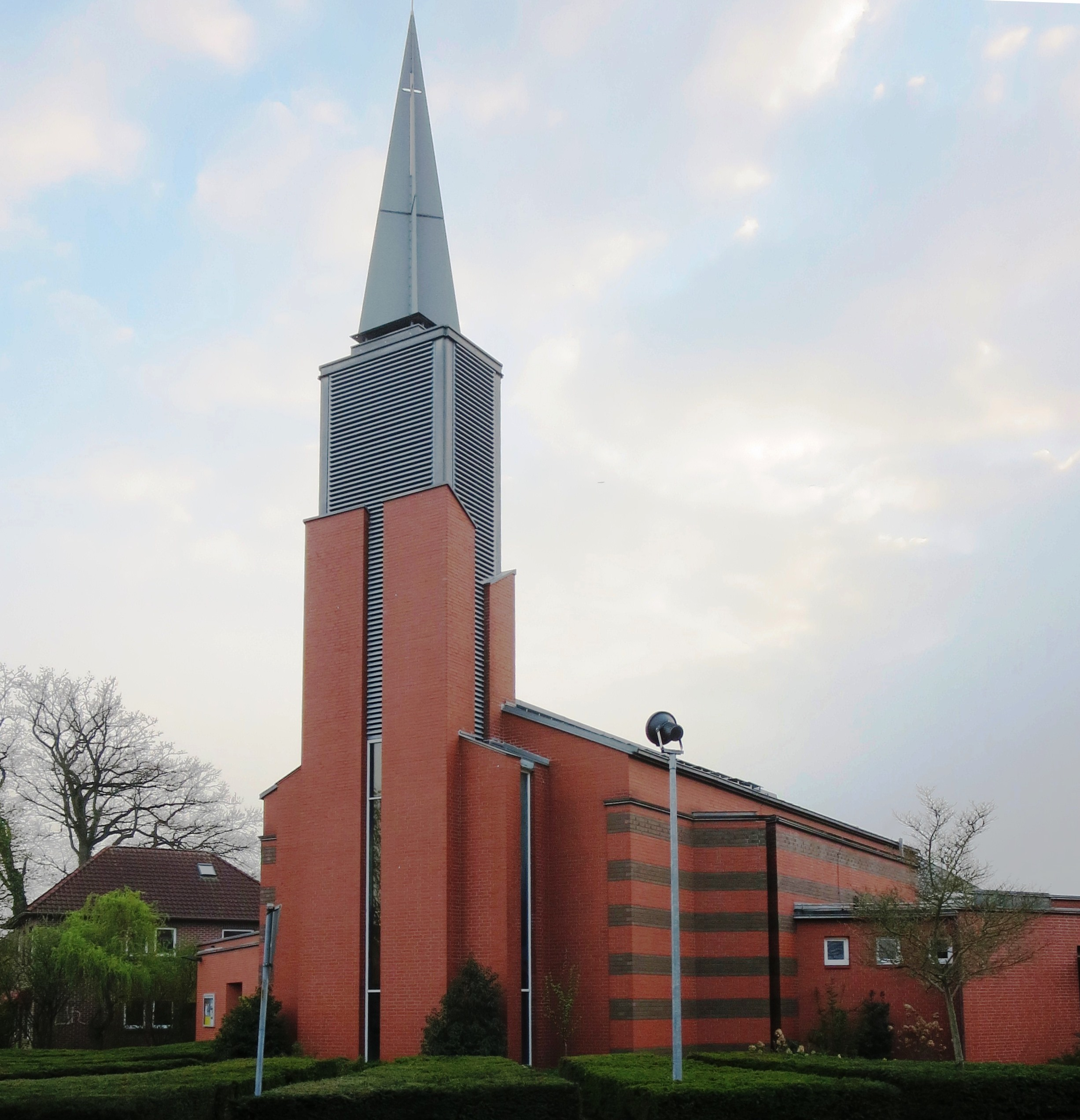
Hundsmühlen, evang.-lutherse Mattheüskerk (1999)

## Partnersteden
- Eelde, (Drents: Eel) in de provincie Drenthe (Nederland) deel uitmakend van de gemeente Tynaarlo.
- Röbel/Müritz, in de Duitse deelstaat Mecklenburg-Voor-Pommeren, deel uitmakend van het district Mecklenburgische Seenplatte.

## Bekende inwoners
De bekende schlagerzanger Dennie Christian is inwoner van Wardenburg.
- Gemeinsame Normdatei: 4107567-5
- Library of Congress Control Number: n89146548
- MusicBrainz: cb4dc244-4194-4633-bcf4-f316f4edd308
- Nationale Bibliotheek van Israël: 987007562775305171
- Virtual International Authority File: 137326517
- WorldCat: E39PBJcrbVfdX9bwG7p49V86Kd

Beckeln · 
Colnrade · 
Dötlingen · 
Dünsen · 
Ganderkesee · 
Groß Ippener · 
Großenkneten · 
Harpstedt · 
Hatten · 
Hude (Oldb) · 
Kirchseelte · 
Prinzhöfte · 
Wardenburg · 
Wildeshausen · 
Winkelsett